# Олень північний лісовий
Олень північний лісовий (Rangifer tarandus fennicus) — підвид оленя північного (Rangifer tarandus). Поширений у Фінляндії та сусідніх районах Росії. Від номінального підвиду Rangifer tarandus tarandus відрізняється більшими розмірами та пристосованістю до проживання у бореальних лісах (тоді як номінальний мешкає у тундрі).

## Поширення
Вид поширений у Фінляндії (провінції Південна Пог'янмаа, Північна Карелія, Північна Савонія, Південна Савонія, Кайнуу) та в російській Республіці Карелія. За оцінками, чисельність підвиду коливається у межах 850-3000 оленів. Проте основна частина оленів мешкає у Фінляндії, а в Росії вони майже винищені.

## Опис
Один з найбільших підвидів північних оленів. Тіло завдовжки 180—220 см, хвіст 10–15 см. Дорослий самець важить 150—250 кг, тоді як дорослі самиці важать близько 100 кг. Порівняно з номінальним підвидом у них довші ноги, ширші копита та вужчі V-подібні роги, які полегшують рух по глибокому снігу та у гущавині лісу.